# Kerivoula pellucida
Kerivoula pellucida (Waterhouse, 1845) è un pipistrello della famiglia dei Vespertilionidi diffuso nell'Ecozona orientale.

## Descrizione

### Dimensioni
Pipistrello di piccole dimensioni, con la lunghezza totale tra 88 e 96 mm, la lunghezza dell'avambraccio tra 29 e 34 mm, la lunghezza della coda tra 40 e 50 mm, la lunghezza del piede tra 7 e 8 mm, la lunghezza delle orecchie tra 14,5 e 18 mm e un peso fino a 5 g.

### Aspetto
La pelliccia è lunga e lanosa. Le parti dorsali sono bruno-arancioni chiare con la base dei peli bianco-grigiastra, mentre le parti ventrali sono bianco-grigiastre. Il muso è arancione, lungo ed appuntito. Gli occhi sono piccolissimi. Le orecchie sono larghe, ben separate e a forma di imbuto. Il trago è lungo ed affusolato. Le membrane alari sono bruno-arancioni chiare e semi-trasparenti e sono attaccate posteriormente alla base delle dita dei piedi. La lunga coda è completamente inclusa nell'ampio uropatagio.

## Biologia

### Comportamento
Si rifugia tra le foglie morte in piccole boscaglie all'interno delle foreste o all'interno di foglie di banano arrotolate. Ha un volo lento.

### Alimentazione
Si nutre di insetti raccolti sulla vegetazione.

### Riproduzione
Le femmine danno alla luce un piccolo alla volta.

## Distribuzione e habitat
Questa specie è diffusa nella Thailandia peninsulare, Penisola malese, Sumatra, Giava, Borneo settentrionale, occidentale e sud-occidentale e sulle isole filippine di Bohol, Cebu, Jolo, Mindanao e Palawan.
Vive nelle foreste primarie, secondarie e in quelle montane fino a 1.200 metri di altitudine.

## Conservazione
La IUCN Red List, considerato che l'habitat primario, la foresta primaria, è in rapido declino e ciò potrebbe comportare una riduzione della popolazione di circa il 30% nei prossimi 15 anni, classifica K.pellucida come specie prossima alla minaccia di estinzione (Near Threatened).